# Ổi

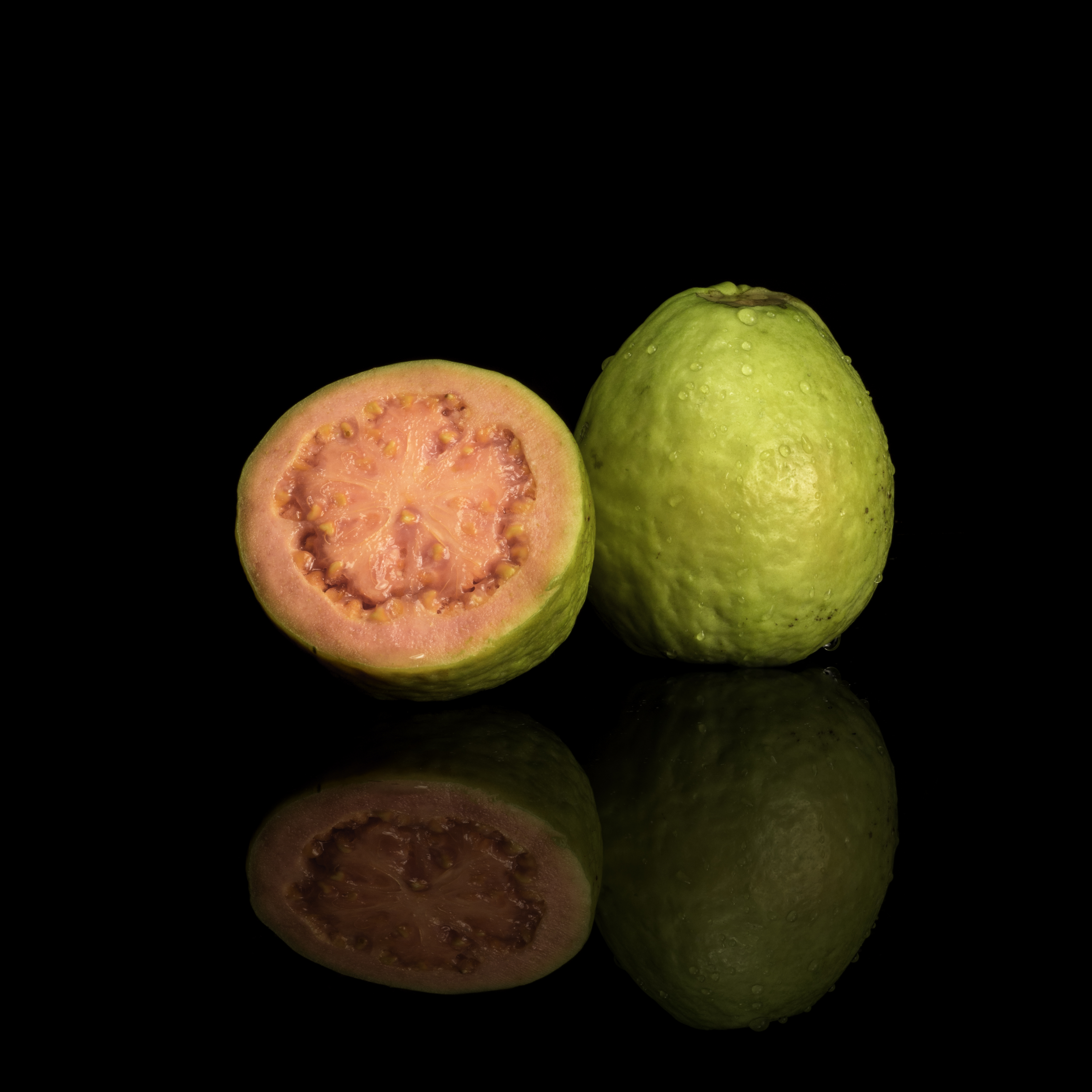
Quả ổi chín (Psidium guajava).

Ổi (tiếng Anh: guava (/ˈɡwɑːvə/ GWAH-və)) là một loại trái cây nhiệt đới phổ biến được trồng ở nhiều vùng nhiệt đới và cận nhiệt đới. Ổi thường (Psidium guajava) là loài ổi phổ biến nhất, quen thuộc nhất và được ăn nhiều nhất, thuộc họ Sim (Myrtaceae), có nguồn gốc từ México, Trung Mỹ, Caribe và phía bắc Nam Mỹ. Tên ổi cũng được đặt cho một số loài khác trong chi Psidium như ổi sẻ (Psidium cattleyanum) và ổi dứa (Feijoa sellowiana). Năm 2019, 55 triệu tấn ổi được sản xuất trên toàn thế giới, dẫn đầu là Ấn Độ với 45% tổng sản lượng. Về mặt thực vật học, ổi là quả mọng.

## Phân loại

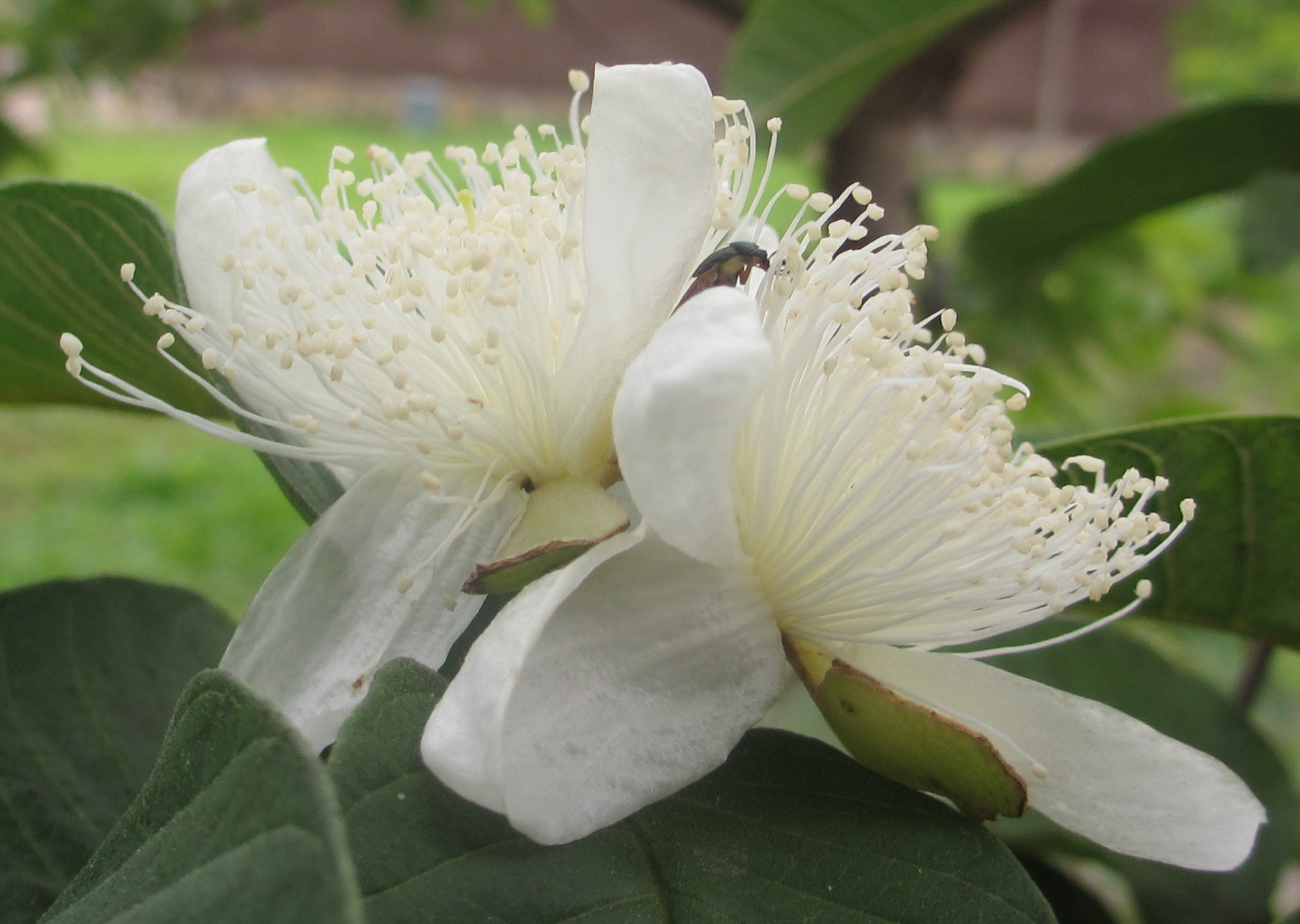
Hoa ổi (Psidium guayava).

Loài được ăn thường xuyên nhất và thường được gọi đơn giản là "ổi", là ổi thường (Psidium guayava). Hầu hết các giống ổi trồng trọt trên thế giới được nhân giống, lai tạo ra từ loài này. Ổi là loài Myrtoideae điển hình, có lá nặng, cứng, sẫm, mọc đối nhau, lá đơn, hình elip đến hình trứng và dài 5–15 cm (2,0–5,9 in). Hoa có màu trắng, năm cánh và nhiều nhị hoa. Quả là loại quả mọng có nhiều hạt.

## Từ nguyên
Thuật ngữ ổi trong tiếng Anh, guava, dường như đã được sử dụng từ giữa thế kỷ 16. Tên gọi bắt nguồn từ tiếng Taíno, một ngôn ngữ của người Arawak, là guayabo biến thành guava qua tiếng Tây Ban Nha cho guayaba. Nó đã được chuyển thể sang nhiều ngôn ngữ châu Âu và châu Á, có hình thức tương tự.

## Nguồn gốc và phân bố

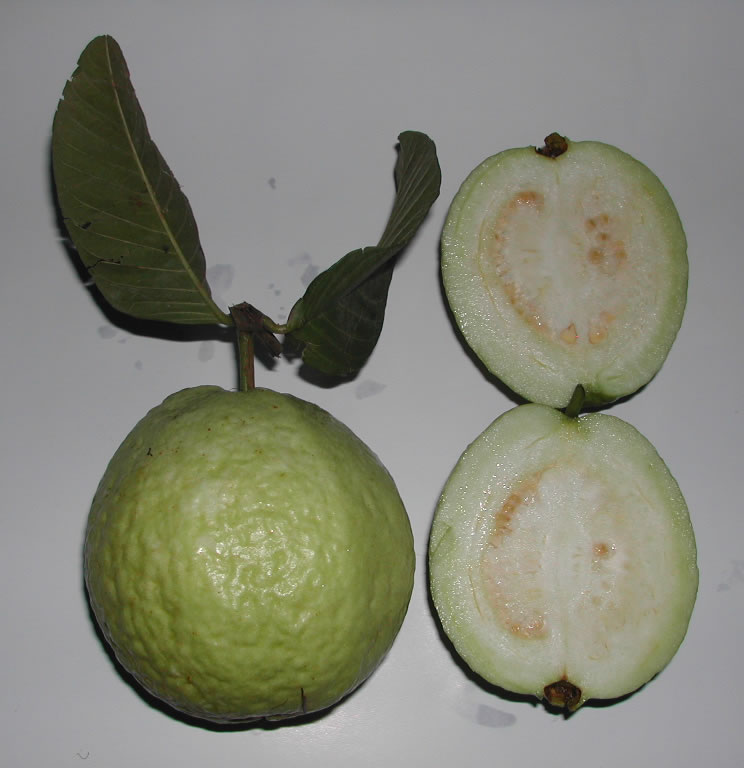
Ổi ruột trắng.

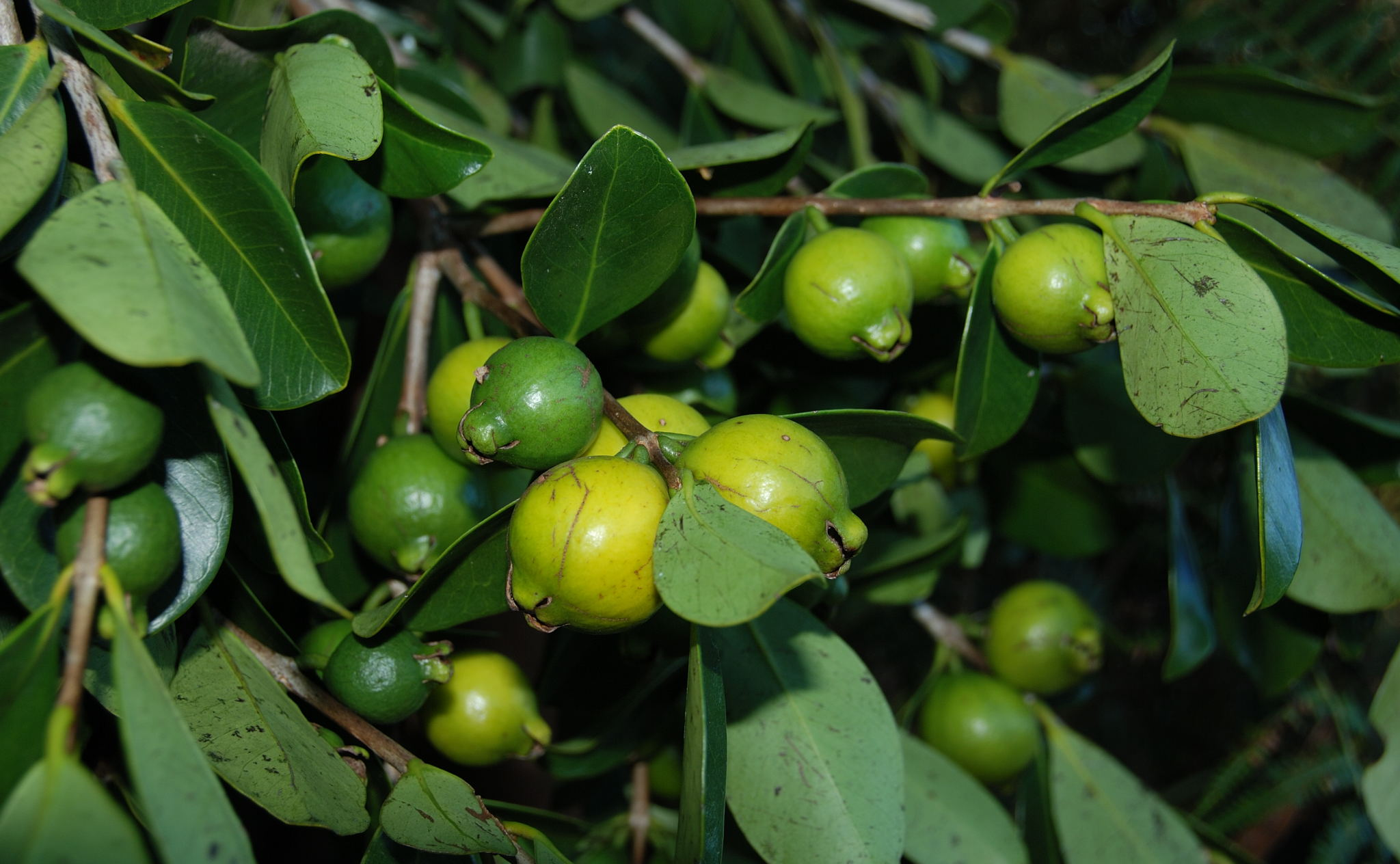
Ổi anh đào quả vàng (đôi khi được gọi là ổi chanh) Psidium littorale var. littorale.

Ổi sẻ, Psidium littorale var. cattleyanum.

### Ẩm thực

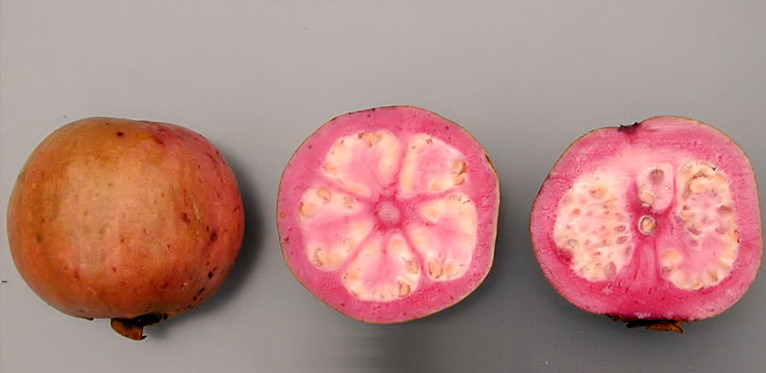
Ổi 'hạt dẻ Thái', một giống ổi táo đỏ.

### Dầu hạt ổi

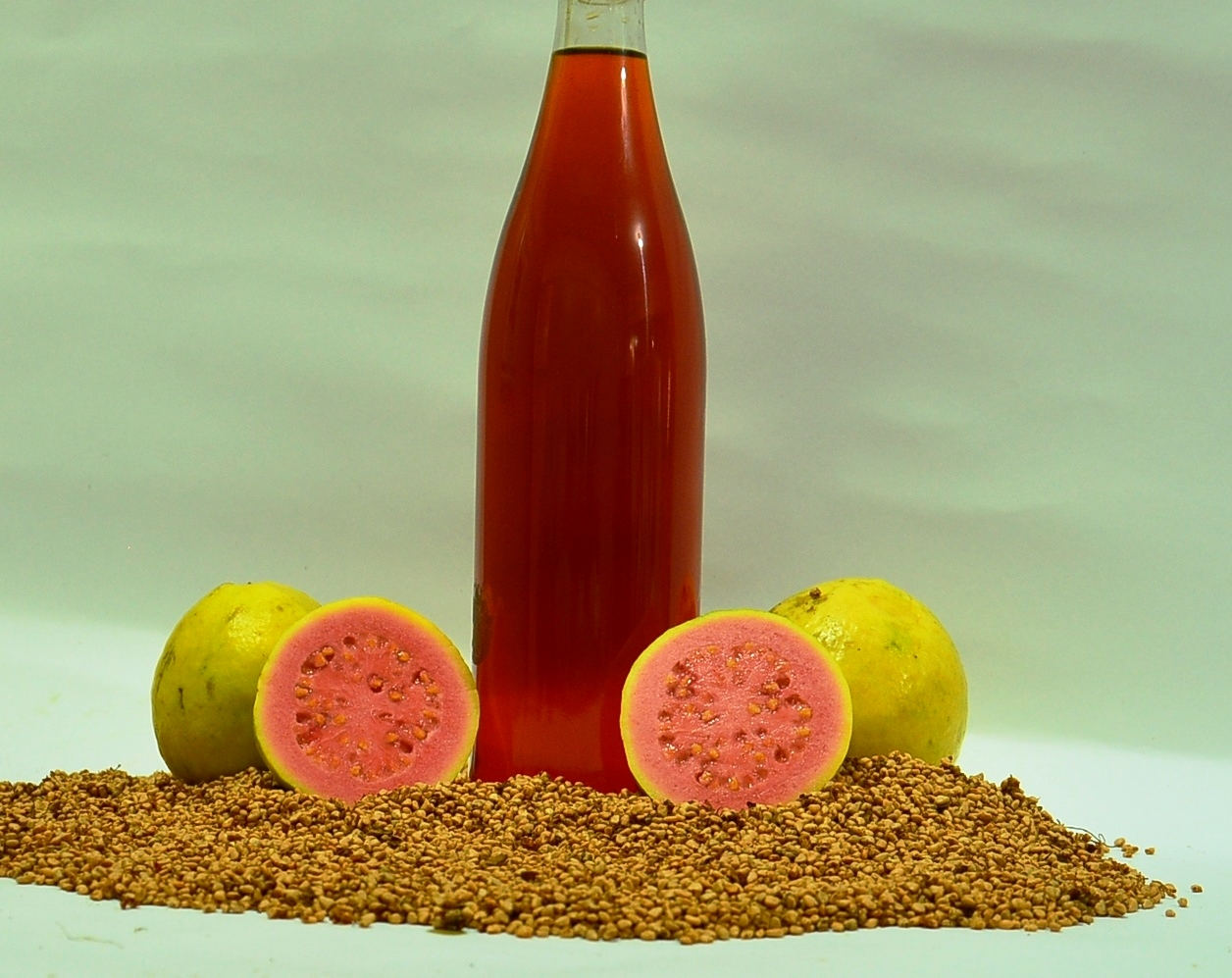
Dầu hạt ổi.

## Ký sinh trùng

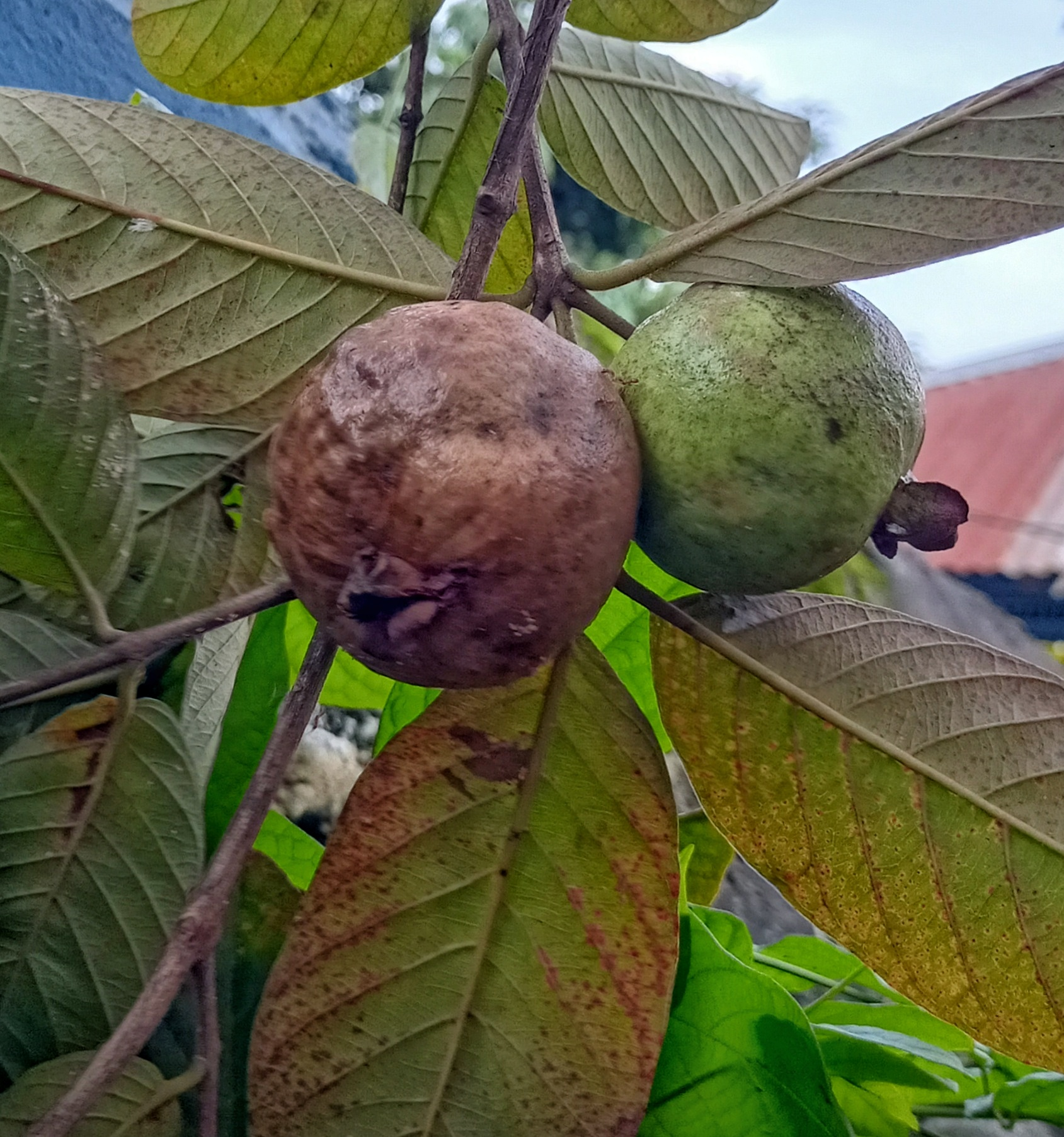
Vấn nạn ổi thối ở Bangladesh.